# Iris Hall
Iris Hall, pseudonym för Iris Mary Elizabeth Reece, född 24 april 1930 i Wales, död 30 mars 2010, var verksam som andemedium och bedrev kursverksamhet i ämnet spiritism. Sina kurser höll hon ofta tillsammans med någon före detta elev, till exempel Anders Åkesson. Andra svenskar som gått hennes kurser är Jörgen Gustafsson, och Carina Landin. I Sverige har hon medverkat i tv-program om det paranormala, som till exempel Det okända. Hon medverkar också på skivan The Secret Garden of Iris Hall, en skiva menad för avslappning och meditation.

## Kritik
Skeptikern Jesper Jerkert har i ett inlägg på Föreningen Vetenskap och Folkbildnings forum beskrivit hur han tror att Iris Hall i ett TV-program har använt sig av cold reading.